# Cotarsina sulferea
Cotarsina sulferea är en fjärilsart som beskrevs av Köhler 1973. Cotarsina sulferea ingår i släktet Cotarsina och familjen nattflyn. Inga underarter finns listade i Catalogue of Life.